# Ендр (департман)
Ендр (фр. Indre) департман је у централној Француској. Припада региону Центар (регион), а главни град департмана (префектура) је Шатору. Департман Ендр је означен редним бројем 36. Његова површина износи 6.791 км². По подацима из 2010. године у департману Ендр је живело 231.176 становника, а густина насељености је износила 33 становника по км².
Овај департман је административно подељен на:
- 4 округа
- 26 кантона и
- 247 општина.

## Демографија
| 1999.   |
| ------- |
| 231.139 |